# Povl Baumann
Povl Erik Raimund Baumann (født Poul (9. november 1878 i København – 3. juli 1963 i Tibirke) var en dansk arkitekt, der var en væsentlig skikkelse i nyklassicismen og funktionalismen. Han var bl.a. medstifter af og formand for Den frie Architektforening.
Han var søn af translatør Heinrich Johann Raimund Baumann og Julie Augusta f. Riise. 
Baumann blev student (Lyceum) 1897 og cand.phil. 1898. Dernæst læste han til bygningsingeniør på Polyteknisk Læreanstalt i tre semestre 1897-98, hvorefter han skiftede til Teknisk Skole i København 1899-1901. Samtidig var han i murerlære 1899-1900. Han blev optaget på Kunstakademiet i 1900, men utilfreds med undervisningen stoppede han allerede 1902 og meldte sig som elev hos P.V. Jensen Klint og tegnede samtidig hos Gotfred Tvede, Martin Borch og Johannes Magdahl Nielsen.
Han foretog ruinopmålinger i Lindos på Rhodos for Carlsbergfondets udgravningsekspedition 1903-05, arbejdede hos P.V. Jensen Klint og derefter meget selvstændigt hos Axel Preisler, Ulrik Plesner og hos professor Heinrich Wenck på DSBs tegnestue 1908-10. Han modtog Akademiets stipendium 1907, og hans bygninger opnåede tre præmieringer af Gentofte Kommune samt 10 præmieringer af Københavns Kommune.
Baumann havde egen tegnestue fra 1910. Han stiftede Den fri Architektforening 1909 og var formand for den til dens opløsning i 1919, han var medlem af Akademiraadet 1922-1949, af bestyrelsen for Akademisk Arkitektforening 1940-42, formand for Statens Bygningsråd 1931-43 og medlem af 4-mandsudvalget for saneringen af Borgergade-kvarteret 1942. Han var desuden teknisk konsulent for Statens Bygningsdirektorat 1943-48, ekstraordinær lærer ved Kunstakademiets Arkitektskole 1943-46 samt medlem af bestyrelsen for Thorvaldsens Museum 1948-52. Han var Ridder af Dannebrog og Dannebrogsmand.
Baumann var i Berlin 1907, i London og omegn 1910, 1914, i Stockholm 1917, 1918, i Sydtyskland 1921, i Paris 1926, i Italien 1928, 1930, 1931, igen i London 1930 og i Holland og Belgien 1938.
Han udstillede på Charlottenborg Forårsudstilling 1931, 1936 og 1939-40, og hans værker blev posthumt udstillet på Nordisk Klassicisme 1919-1930, Kunsthallen Nikolaj, København 1983. 
Povl Baumann giftede sig 20. november 1913 i København med Elisabeth Christine Roerup (18. september 1888 i København – 15. maj 1971 i Hillerød), datter af organist, pianostemmer Niels Otto Roerup og Anna Christine Elisabeth Jensen.
Han er begravet i fællesgraven på Bispebjerg Kirkegård.

## Værker
- Villa, Onsgårdsvej 10, Hellerup (1905)
- Bülowsvej 40, Frederiksberg (1906)
- Bien, Trianglen, København (1907)
- Jeppe Aakjærs kunstnerhjem Jenle, Salling (1907)
- Villa, Marienlyst Allé 7, Helsingør (1907)
- Villa, Marienlyst Allé 7, Helsingør (1907)
- Vodskov Kirke, Aalborg (1909)
- Centralværkstedernes administrationsbygning, Aarhus (1911)
- Landstedet Raagegaarden, Rågeleje (1915)
- Landstedet Mikkelgaard, Hørsholm (1915)
- Villa, Gammel Vartov Vej 16, København (1916)
- Vestergårdsvej 31, København (1917)
- Møllegaarden, København (1923)
- Møllegaarden, København (1923)
- Grønnegaarden, København (1923)
- Classens Have, København (1924)
- Villa Svastika, Rungsted (1927)
- Linoleumshuset, København (1931)
- Linoleumshuset, København (1931)
- Ved Vesterport, København (1931)
- Ryparken, Emdrup (1934)
- Storgaarden, København (1935)
- Klokkergården (th.), København (1938)
- Industrifagenes Hus, København (1939)
- Ved Skolen, København (1939)
- Engholmen Nord, København (1949)
- Plumrose Konservesfabrik, Valby (1949)

- Villa, Onsgårdsvej 10, Hellerup (1905)
- Bülowsvej 40/Rosenørns Allé 70, Frederiksberg (1906, sammen med Axel Preisler)
- Bien, Trianglen, København (1904-07, sammen med P.V. Jensen Klint, fredet)
- Jenle (Jeppe Aakjærs kunstnerhjem på Salling), Jenlevej 6, Roslev (1906-07, fredet)
- Marienlyst Allé 7, Helsingør (1907, fredet)
- Vodskov Kirke (1906-09, sammen med P.V. Jensen Klint og Frederik Kiørboe)
- Baumannhuset (Aarhus), Jægergårdsgade 97, Aarhus (1911)
- Villa, Norgesmindevej 26, Ryvangen (1911-12)
- Villa, hjørnet Ryvangs Allé/Norgesmindevej, Ryvangen (1912)
- Onsgårdsvej 35, Hellerup (1912)
- Villa, Kirkevej 29, Ordrup (1913)
- Hjortholmsvej 3, Holte (1913)
- Kirke på Sankt Croix (1913). Måske den nyklassicistiske Kingshill Lutheran Church, der blev indviet i 1913.[1]
- 2 villaer, Ryvej 6 og 24, Virum (1913-14)
- 3 villaer på Skovridergårdsvej, Virum (1914)
- 5 villaer, Caroline Amalievej, Kongens Lyngby (1914)
- Christiansvej 6A, Charlottenlund (1914, præmieret)
- Landstedet Raagegaarden, Rågeleje (1914-15, fredet)
- Landstedet Mikkelgaard for komponisten Hakon Schmedes nu restaurant Rungsted Strandvej 302, Hørsholm (1915-16, fredet)
- Villa, nu Det Danske Spejderkorps, Gammel Vartov Vej 16, Ryvangen (1916, senere ombygget)
- Sommerhus for Ove Rode, Kregme (1916)
- Modernisering af Skodsborg Badehotel, Skodsborg Strandvej 225-227, Skodsborg (1917, sammen med Kai Turin)
- Cigarbutik for A.M. Hirschsprung & Sønner, Gammeltorv, København (1917, præmieret, nedlagt)
- Boligbebyggelse, Vestergårdsvej 16–34, København (projekteret 1914, opført 1917, sammen med Ivar Bentsen, præmieret)
- Karrébebyggelse for Københavns Kommune, Struenseegade/Hans Tavsens Gade (1919-20, præmieret, vinduer ændret)
- Møllegaarden, Amager Boulevard 118-124, Svinget 12-18, Amager Fælledvej 21-27, København (1922-23, påsat altaner)
- Grønnegaarden, Borups Allé 180-198, Kærsangervej 1-23, Vibevej 50-52, Mågevej 16-18, København (1923)
- Skandinavisk Grammofons butik "His Masters Voice", Købmagergade, København (1923, nedlagt)
- Rækkehuse, Hulgårdsvej, København (1927, præmieret)
- Classens Have, Classensgade, Strandboulevarden, Arendalsgade, Livjægergade, København (1922-24, sammen med Peter Nielsen og Ole Falkentorp efter projekt af Hans Koch og Carl Petersen, fredet)
- Villa Svastika (for Vagn Jacobsen, senere kendt som Christianshøj), Strandvejen, Rungsted (1927, have af G.N. Brandt, nedrevet 1983)
- Ombygning af Villa Bellavista, Taarbæk Strandvej 28, Taarbæk (1927, senere ombygget af Preben Hansen)
- Karrébebyggelse ved Enghavevej, København (1928, præmieret)
- Længebebyggelsen Vibevænget ved Nattergalevej, København (1928-29)
- Hvidøre Strandpark, Klampenborg (1929 sammen med C.Th. Sørensen)
- Linoleumshuset, Åboulevard 84-86, Hans Egedes Gade 19-25, Henrik Rungsgade 14-18 og Jesper Brochmandsgade 17, København (1930, præmieret, fredet)
- Ved Vesterport (kontorhus), Vesterbrogade, Meldahlsgade, Gammel Kongevej, Trommesalen, København (1930-31, sammen med Ole Falkentorp, præmieret)
- Ryparken ved Lyngbyvej, Emdrup (1933-34, siden ombygget, situationsplan sammen med Edvard Heiberg og Karl Larsen)
- Ombygning af villaen Taarbæklund for grosserer Christen Daell, Strandvejen 781, Springforbi (1935)
- Storgaarden, Tomsgårdsvej 70-110, København (1935, sammen med Knud Hansen, præmieret, ombygget)[2]
- Vinkelgaarden, etagebebyggelse, Tomsgårdsvej 83-105, København (1935, sammen med Knud Hansen)
- Nordrevænge, etagebebyggelse, Mågevej 44-58, Nattergalevej 38-90 og Vibevej 28-30, København (1936)
- Etageboligbebyggelsen Klokkergården, Skoleholdervej 47-61, Birkedommervej, København (1938, sammen med Knud Hansen, præmieret)
- Industrifagenes og Foreningen af Fabrikanter i Jernindustrien i Københavns bygning, nu Niels Brock, Nørre Voldgade 34, København (1938-39 efter konkurrence, præmieret, vinduer ændret)
- Klerkegaarden, boligbebyggelse ved Tomsgårdsvej og Birkedommervej, København (1942 sammen med Aage Müller, præmieret, stærkt ombygget)
- Etageboligbyggelse ved Frederikssundsvej (1939)
- Etageboligbebyggelsen Ved Skolen, Hovmestervej 27-49, Tingskrivervej 6-22, Frederiksborgvej 89-105, København (1939)
- Aldersrenteboliger Engholmen Nord, P. Knudsens Gade 41-55, Borgmester Christiansens Gade 1-13, København (1944-49, sammen med Aage Müller)
- Ellebjerg Skole, P. Knudsens Gade 37-39, København (1944-49, sammen med Aage Müller)
- Kontorbygning, Nyropsgade 37, København (1949, sammen med Aage Müller)
- Konservesfabrik for A/S Plumrose, Høffdingsvej 32-36, Valby (1949, sammen med Aage Müller, præmieret)
- Kommunebibliotek, P. Knudsens Gade, København (1954, sammen med Aage Müller)

### Projekter
- Havebolig-kvarter ved Ordrup Jagtvej, Ordrup (1912, præmieret af Gentofte Kommune)
- Bebyggelse af Islands Brygge (1906, 4. præmie, sammen med Louis Hygom)
- Villakvarter ved Landsudstillingen i Århus (1909, 4. præmie, sammen med Carl Petersen)
- Et kystsanatorium (1910, 3. præmie sammen med Thorkild Henningsen)
- Holbæk Kaserne (1915, 3. præmie sammen med Ivar Bentsen)
- Teknologisk Instituts domicil, Vester Farimagsgade (1915, 3. præmie, sammen med Ivar Bentsen)
- Villa i Springforbi for dr.scient. Bøje Benzon (1933)
- Badehotel m.m. ved Bellevue (1924 sammen med G.N. Brandt)

### Skriftlige arbejder
- "Om Murerhaandværkets Æstetik" i: Architekten, 1944